# Plectranthus punctatus
Plectranthus punctatus là một loài thực vật có hoa trong họ Hoa môi. Loài này được (L.f.) L'Hér. miêu tả khoa học đầu tiên năm 1788.